# Бон-Принсипиу-ду-Пиауи

Бон-Принсипиу-ду-Пиауи на карте штата.

Бон-Принсипиу-ду-Пиауи (порт. Bom Princípio do Piauí) — муниципалитет в Бразилии, входит в штат Пиауи. Составная часть мезорегиона Север штата Пиауи. Входит в экономико-статистический микрорегион Литорал-Пиауиенси. Население составляет  5304 человек на 2010 год. Занимает площадь 521,572 км². Плотность населения — 10,17 чел./км².

## Демография
Согласно сведениям, собранным в ходе переписи 2010 г. Национальным институтом географии и статистики (IBGE), население муниципалитета составляет:
| Полное население                               | Полное население                               | Полное население                               | Полное население                               | 5304  |
| ---------------------------------------------- | ---------------------------------------------- | ---------------------------------------------- | ---------------------------------------------- | ----- |
| в том числе:                                   | Городское население                            | 1654                                           | Процент городского населения, %                | 31,18 |
|                                                | Сельское население                             | 3650                                           | Процент сельского населения, %                 | 68,82 |
|                                                | Мужское население                              | 2747                                           | Процент мужского населения, %                  | 51,79 |
|                                                | Женское население                              | 2557                                           | Процент женского населения, %                  | 48,21 |
| Плотность населения, чел/км²                   | Плотность населения, чел/км²                   | Плотность населения, чел/км²                   | Плотность населения, чел/км²                   | 10,17 |
| Население муниципалитета в % к населению штата | Население муниципалитета в % к населению штата | Население муниципалитета в % к населению штата | Население муниципалитета в % к населению штата | 0,17  |

По данным оценки 2016 года, население муниципалитета составляет 5497 жителей.

## Статистика
- Валовой внутренний продукт на 2003 год составляет 8 880 097,00 реалов (данные: Бразильский институт географии и статистики).
- Валовой внутренний продукт на душу населения на 2003 год составляет 2028,81 реалов (данные: Бразильский институт географии и статистики).
- Индекс развития человеческого потенциала на 2000 год составляет 0,552 (данные: Программа развития ООН).